# Гетерогенність
Гетерогенність — (від грец. έτερος — інший + γένω — рід) — різнорідність, інородність; наявність неоднакових частин в структурі, в складі чого-небудь.

Гомогенність, гетерогенність.

У хімії ознака, яка вказує на наявність міжфазної поверхні, тобто поверхневого шару, що є об'єктом вивчення колоїдної хімії. Гетерогенність кількісно визначається поверхневим натягом δ-величиною, яка характеризується енергією одиниці поверхні і фактором інтенсивності.
У хімії полімерів — наявність відмінностей у будові при переході від однієї макромолекули в полімері до іншої, при збереженні однаковості елементного складу.

## Гетерогенність у хімії
Поняття гетерогенності особливо часто вживається у фізиці та хімії для позначення систем, що містять більше однієї фази, тобто фізично неоднорідних (гетерогенна система), та реакцій, що відбуваються на межі розділу фаз, наприклад: гетерогенний каталіз. Антиподом цьому терміну служить термін гомогенний, що означає, у свою чергу, однорідне середовище або реакцію в середовищі (тобто в межах однієї фази), наприклад, гомогенна реакція.
Відповідно іменник гетерогенізація також зустрічається, позначаючи перехід або тенденцію переходу системи в гетерогенний стан.
Структурна гетерогенність — у хімії полімерів — наявність відмінностей в будові при переході від однієї макромолекули в полімері до іншої, при збереженні однаковості елементного складу.